# إرنست شتريروفيتس
إرنست شتريروفيتس (بالألمانية: Ernst Streeruwitz)، وكان اسمه حتى سنة 1919 إرنست ريتر شترير فون شتريروفيتس (بالألمانية: Ernst Ritter Streer von Streeruwitz) ـ (23 سبتمبر 1874 ـ 19 أكتوبر 1952) هو مهندس ميكانيكي ورجل أعمال وسياسي نمساوي من الحزب الاجتماعي المسيحي. شغل منصب مستشار النمسا لأشهُر قليلة، من 4 مايو إلى 26 سبتمبر 1929، خلفًا لإغناتس زايبل.